# Couratari prancei
Couratari prancei é uma espécie de planta lenhosa da família Lecythidaceae.
Pode ser encontrada nos seguintes países: Brasil (Acre) e Peru.
Esta espécie está ameaçada por perda de habitat para os assentamentos agrícolas.